# Finlands ekonomi
Finlands ekonomi är mycket beroende av landets stora skogar. Svedjejordbruk och skogsbruk har länge varit stora huvudnäringar för Finlands ekonomi. Industrialiseringen kom igång efter andra världskriget och det blev grunden till en modern välfärdsstat. Arbetskraften var stor och industrin utvecklades snabbt, samtidigt som ett stort krigsskadestånd skulle betalas till grannlandet Sovjetunionen.
Finland har sin huvudinkomst från skogsindustrin (nästan 2/3 av ytan är skog). Den här industrin ligger ofta vid kusten eller sjöarna. Landets export domineras av produkter gjorda av trä. Exempelvis pappersmassa, trävaror och papper. Finland är ett av de nordligaste jordbruksländerna i världen. Det man odlar mest av är korn, havre, sockerbetor och potatis. Metallindustrin har ökat tack vare gruvnäringen och man har kunnat tillverka mycket maskiner, fordon och fartyg. Koppar och nickel är de viktigaste metalltillgångarna. På senare tid har elektroteknisk produktion blivit allt viktigare. Finland har fyra kärnkraftverk samt värme- och vattenkraftverk. Dock täcker detta inte behovet utan man importerar även olja. Fler kärnkraftsreaktorer är under utbyggnad.
Östblockets kollaps och lågkonjunkturen i väst drabbade Finland hårt. 
Turismen är något som växer. Turisterna kommer främst från Sverige, Ryssland, Norge och Tyskland.
Finland har en kraftigt industrialiserad blandekonomi, vars per capita är jämförbart med andra västekonomier som Frankrike, Tyskland, Sverige och Storbritannien. Servicesektorn är den största, med 65,7 %, följt av tillverkningsindustrin på 31,4 %. Råvaruproduktionen ligger på 2,9 %.